# 家次恒
家次 恒（いえつぐ ひさし、1949年9月17日 - ）は、日本の実業家。シスメックス会長を務めている。

## 経歴・人物
大阪府大阪市出身。
大阪府立北野高等学校を経て1973年に京都大学経済学部を卒業、三和銀行に入行した。
1986年に東亞医用電子（現在のシスメックス）に転職し、常務、専務を経て、1996年から社長に就任し、シスメックスを190か国以上の国々を取引するグローバル企業に育て上げ、売上高も飛躍的に伸ばしていった。2013年から会長と兼任。
2001年から神戸商工会議所副会頭を務め、2016年に神戸商工会議所会頭に就任した。
2022年秋に旭日重光章を受章。
2023年6月に社長職を浅野薫に譲り会長となった。